# Pamela Jelimo
Pamela Jelimo, ook wel Pamela Chelimo, (Kabirisang, 5 december 1989) is een Keniaanse middellangeafstandsatlete, die zich aanvankelijk op de sprintafstanden richtte, maar zich sinds 2008 heeft gespecialiseerd in de 800 m. Ze werd olympisch en Afrikaans kampioene in deze discipline en voegde in 2012 de wereldindoortitel en olympisch brons aan haar palmares toe.

## Biografie

### Grootste talent sinds jaren
Toen zij zich in 2008 meldde aan het internationale atletiekfront, werd Jelimo beschouwd als een talent. Met een persoonlijk record van 1.54,01 was ze haar bekendere landgenotes Janeth Jepkosgei (de regerend wereldkampioene), Francesca Chepkurui en Faith Macharia al ruimschoots voorbijgestreefd op de ranglijst van snelste Keniaanse 800 meterloopsters ooit. Haar 1.54,01 was tevens op dat moment de derde snelste wereldtijd  en was een wereldrecord voor junioren.

### Eerste successen als sprintster
Jelimo startte op dertienjarige leeftijd met atletiek onder invloed van haar leraren in Kapsabet in Kenia’s Rift Vallei. "Onze leraren op de middelbare school waren erg streng, maar wisten ons tot training aan te zetten. Van mij zeiden ze dat ik in atletiek zou kunnen uitblinken en daarom ben ik wedstrijden gaan doen." Aanvankelijk richtte Jelimo zich op de sprintnummers. Hierop behaalde ze haar eerste, zij het naar wereldmaatstaven gemeten bescheiden successen. Zo werd zij in 2007 in Ouagadougou Afrikaans jeugdkampioene op de 400 m in 54,93 s en vestigde zij op de 200 m met een tijd van 24,68 een nieuw nationaal jeugdrecord. Een jaar later zijn deze prestaties gedegradeerd tot tussentijden in haar races over twee ronden.

### Kampioene van Afrika
"Tijdens mijn trainingen zag mijn coach dat ik veel beter kon dan ik in mijn sprintraces had laten zien. Hij zag dat ik van mijn sprintcapaciteiten zou kunnen profiteren als ik de 800 m ging doen." Op 19 april 2008 debuteerde Pamela Jelimo op de 800 m tijdens de Afrikaanse kampioenschapstrials in Nairobi en won gelijk in 2.01,02, een van de snelste tijden ooit door een debutante gelopen. Haar volgende optreden op deze afstand vond plaats op 4 mei 2008 bij de Afrikaanse kampioenschappen in Addis Ababa. In deze wedstrijd, die op grote hoogte plaatsvond, versloeg ze in 1.58,70 met ongeveer twee seconden verschil Maria Mutola uit Mozambique. Naast een gouden medaille op de 800 m behaalde Pamela diezelfde dag een zilveren medaille op de 4 x 400 m estafette. Drie weken later, tijdens de FBK Games in Hengelo, liep ze de 800 meter in 1.55,76, de beste prestatie van het jaar 2008 tot dan toe. Ze haalde er een week later tijdens de eerste Golden League wedstrijd in Berlijn met 1.54,99 nog bijna acht tiende van een seconde vanaf.

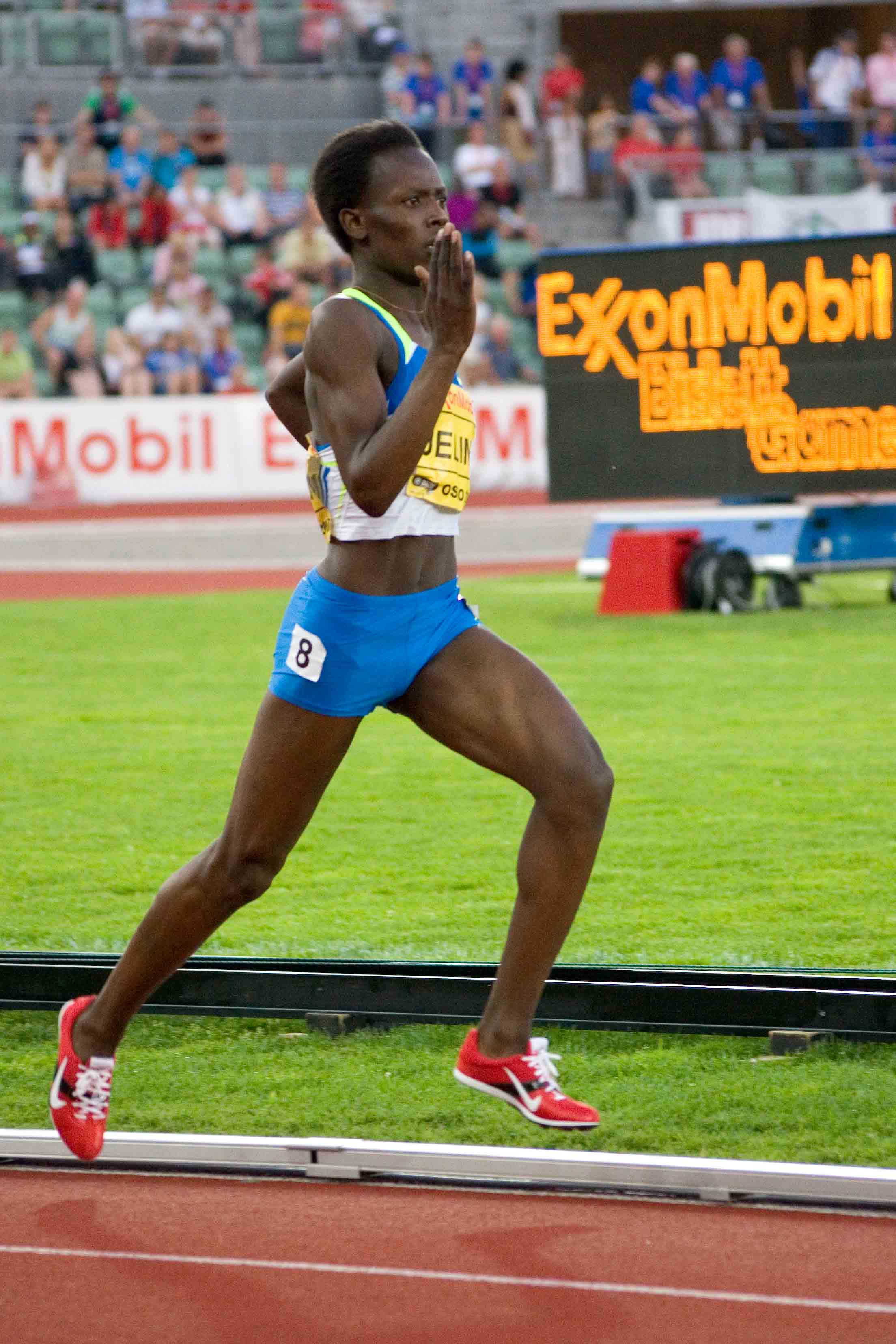
Pamela Jelimo tijdens de Bislett Games 2008.

### Golden League jackpot
Overigens besloot Pamela Jelimo pas na haar opzienbarende race in Hengelo om ook in Berlijn aan de start te verschijnen. Na Hengelo wilde ze andermaal op korte termijn haar progressie testen. "Deelnemen aan Olympische Spelen vereist dat je jezelf meer in de schijnwerpers plaatst en dat je meer ervaring opdoet. De race in Berlijn brengt de Spelen voor mij dichterbij." Door haar Berlijnse optreden was Jelimo echter wel gelijk kanshebster geworden voor de jackpot van één miljoen dollar, die klaarlag voor diegene die in de Golden League wedstrijden (een serie van zes wedstrijden) op zijn onderdeel ongeslagen zou blijven. Dus was ze een week later in Oslo present bij de Bislett Games. Ze liep de 800 meter in 1.55,41, bijna 3,5 seconde sneller dan de nummer 2, de Slowaakse Lucia Klocova, die finishte in 1.58,89.
Rome was op 11 juli het volgende tussenstation. Hier liep ze 1.55,69. Ten slotte beëindigde ze de eerste serie van vier Golden League wedstrijden op 18 juli in Parijs, waar ze met 1.54,97 twee honderdste seconde van haar beste tijd in Berlijn afknabbelde.

### Favorietenrol waargemaakt
Pamela Jelimo ging dus naar de Olympische Spelen in Peking. Hier won ze de 800 m. Met een tijd van 1.54,87, een tiende seconde sneller dan ooit, versloeg ze haar landgenote Janeth Jepkosgei (zilver; 1.56,07) en de Marokkaanse Hasna Benhassi (brons; 1.56,73).
De Golden League jackpot lonkte steeds nadrukkelijker; slechts hoogspringster Blanka Vlašić maakte nog evenveel kans. Jelimo verdedigde haar aanspraak op de jackpot op 29 augustus in Zürich door er in 1.54,01 haar beste tijd ooit te lopen, nog maar 0,73 seconden verwijderd van het lange tijd onaantastbaar geachte record van de Tsjecho-Slowaakse Jarmila Kratochvílová uit 1983. De als tweede finishende Maryam Jamal uit Bahrein liep op bijna vier seconden achterstand in 1.57,80, wat desondanks een nationaal record was. Overigens bleven de kansen van Vlašić op de jackpot in Zürich eveneens overeind.

### Eén miljoen dollar rijker
De beslissing viel ten slotte op 5 september in Brussel. Bij de Memorial Van Damme won ze in 1.55,16. Vlašić kreeg echter onverwacht klop, niet van de verrassende olympische kampioene Tia Hellebaut, maar van de Duitse Ariane Friedrich. De jackpot, die zij anders met Jelimo zou hebben gedeeld, was nu in z'n geheel voor de Keniaanse.
Hiermee was Jelimo vijf maanden na haar debuut op de 800 m een beroemdheid. Toen ze na afloop van het atletiekseizoen in Kenia terugkeerde en vanaf het vliegveld koers zette richting Eldoret, werd ze in de Rift-vallei niet alleen 'achtervolgd' door 200 wagens en duizenden supporters, er werden ook spandoeken en borden omhoog gehouden met huwelijksaanzoeken: Pamela, marry me. Getrouwd of niet, er werd in haar woonplaats Kapsabet in ieder geval al een straat naar haar vernoemd.

## Titels
- Olympisch kampioene 800 m - 2008
- Wereldindoorkampioene 800 m - 2012
- Afrikaans kampioene 800 m - 2008
- Afrikaans jeugdkampioene 400 m - 2007
- Winnares Golden League-serie - 2008

## Persoonlijke records
Outdoor
| Onderdeel | Prestatie     | Datum            | Plaats  |
| --------- | ------------- | ---------------- | ------- |
| 400 m     | 52,14 s       | 14 juni 2012     | Nairobi |
| 600 m     | 1.23,35       | 5 juli 2012      | Luik    |
| 800 m     | 1.54,01 (WJR) | 29 augustus 2008 | Zürich  |

Indoor
| Onderdeel | Prestatie           | Datum         | Plaats    |
| --------- | ------------------- | ------------- | --------- |
| 800 m     | 1.58,83 (nat. rec.) | 11 maart 2012 | Istanboel |

## Prestaties

### Kampioenschappen
| Jaar | Wedstrijd             | Plaats      | Resultaat | Afstand   | Tijd    |
| ---- | --------------------- | ----------- | --------- | --------- | ------- |
| 2007 | Afrikaanse jeugdkamp. | Ouagadougou | 1e        | 400 m     | 54,93 s |
| 2008 | Afrikaanse kamp.      | Addis Ababa | 1e        | 800 m     | 1.58,70 |
|      | Afrikaanse kamp.      | Addis Ababa | 2e        | 4 x 400 m | 3.37,67 |
|      | OS                    | Peking      | 1e        | 800 m     | 1.54,82 |
| 2012 | WK indoor             | Istanboel   | 1e        | 800 m     | 1.58,83 |
|      | OS                    | Londen      | 3e        | 800 m     | 1.57,59 |

### Golden League-podiumplekken
| Jaar | Wedstrijd             | Plaats      | Resultaat | Afstand | Tijd    |
| ---- | --------------------- | ----------- | --------- | ------- | ------- |
| 2008 | Bislett Games         | Oslo        | 1e        | 800 m   | 1.55,41 |
|      | Golden Gala           | Rome        | 1e        | 800 m   | 1.55,69 |
|      | Meeting Gaz de France | Saint-Denis | 1e        | 800 m   | 1.54,97 |
|      | Weltklasse Zürich     | Zürich      | 1e        | 800 m   | 1.54,01 |
|      | Memorial Van Damme    | Brussel     | 1e        | 800 m   | 1.55,16 |
|      | ISTAF                 | Berlijn     | 1e        | 800 m   | 1.54,99 |

### Diamond League-podiumplekken
| Jaar | Wedstrijd                       | Plaats     | Resultaat | Afstand | Tijd    |
| ---- | ------------------------------- | ---------- | --------- | ------- | ------- |
| 2012 | Eindzege Diamond League         | nvt        |           | 800 m   | nvt     |
|      | Qatar Athletic Super Grand Prix | Doha       | 1e        | 800 m   | 1.56,94 |
|      | Golden Gala                     | Rome       | 2e        | 800 m   | 1.58,33 |
|      | Athletissima                    | Lausanne   | 1e        | 800 m   | 1.57,59 |
|      | Birmingham Grand Prix           | Birmingham | 2e        | 800 m   | 2.01,43 |
|      | Memorial Van Damme              | Brussel    | 2e        | 800 m   | 1.57,24 |

1928: Lina Radke ·
1960: Ljoedmila Sjevtsova ·
1964: Ann Packer ·
1968: Madeline Manning ·
1972: Hildegard Falck ·
1976: Tatjana Kazankina ·
1980: Nadezjda Olizarenko ·
1984: Doina Melinte ·
1988: Sigrun Wodars ·
1992: Ellen van Langen ·
1996: Svetlana Masterkova ·
2000: Maria Mutola ·
2004: Kelly Holmes ·
2008: Pamela Jelimo ·
2012: Caster Semenya ·
2016: Caster Semenya ·
2020: Athing Mu ·
2024: Keely Hodgkinson